# Биатлон на зимних Олимпийских играх 2006

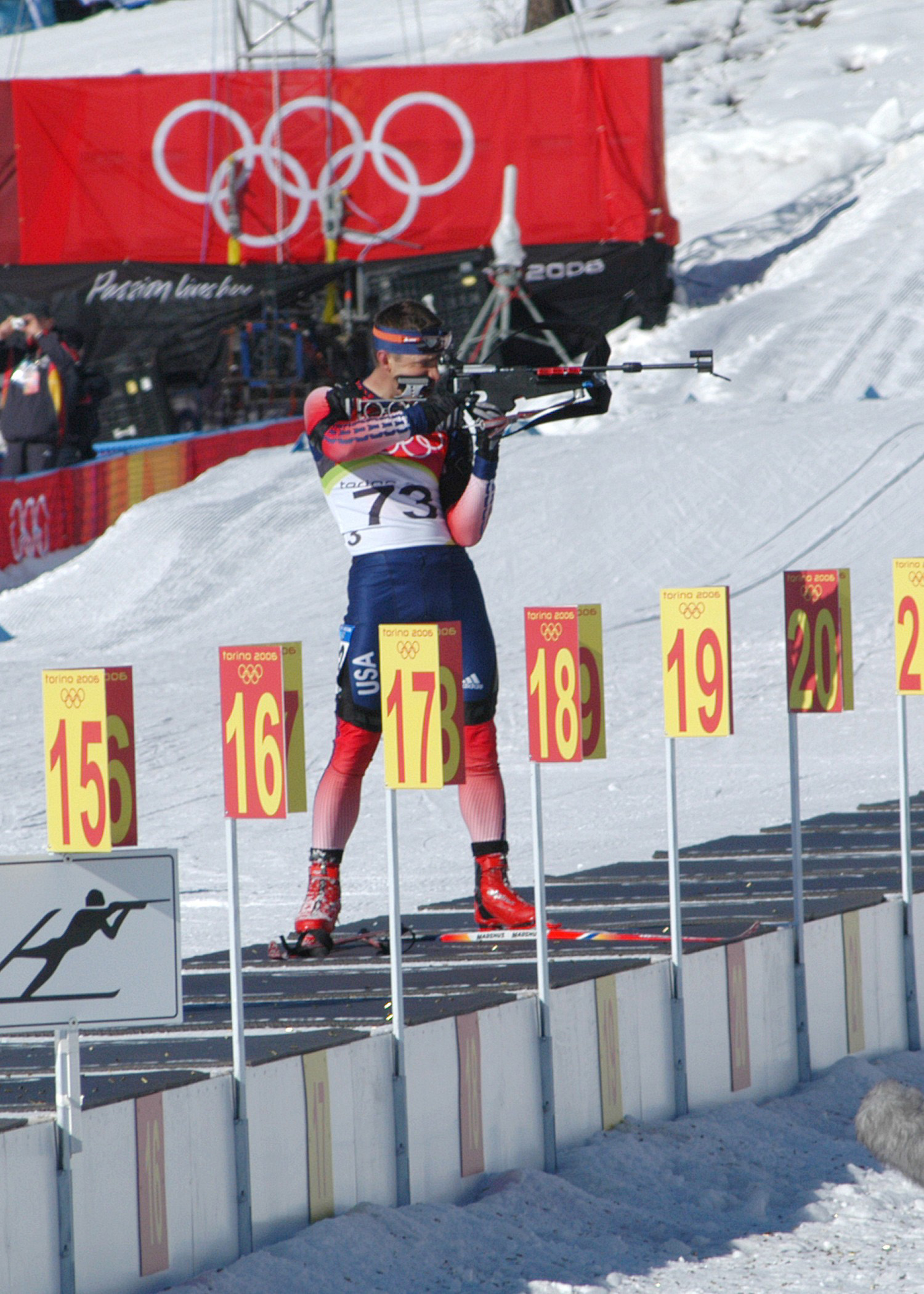
Джереми Тила на огневом рубеже в индивидуальной гонке

В биатлонной программе XX зимних Олимпийских игр было разыграно 10 комплектов наград. Соревнования проводились на арене Чезана Сан-Сикарио, расположенной в 95 км от Турина на высоте 1618—1680 м над уровнем моря. Соревнования проходили с 11 по 25 февраля 2006 года. Впервые в олимпийскую программу биатлона был включён масс-старт.
Наиболее успешно выступила сборная Германии: лишь в одной гонке из 10 немцы остались без наград, выиграв в сумме 11 медалей из 30 разыгранных.
32-летний Томаш Сикора, выиграв серебро в масс-старте, принёс Польше первую в истории награду в биатлоне на Олимпийских играх.

## Медали

### Общий зачёт
(Жирным выделено самое большое количество медалей в своей категории)
| Общее количество медалей |          |        |         |        |       |
| Место                    | Страна   | Золото | Серебро | Бронза | Всего |
| 1                        | Германия | 5      | 4       | 2      | 11    |
| 2                        | Россия   | 2      | 1       | 2      | 5     |
| 3                        | Франция  | 2      | 0       | 2      | 4     |
| 4                        | Швеция   | 1      | 1       | 0      | 2     |
| 5                        | Норвегия | 0      | 3       | 3      | 6     |
| 6                        | Польша   | 0      | 1       | 0      | 1     |
| 7                        | Украина  | 0      | 0       | 1      | 1     |

### Медалисты

#### Мужчины
| Дисциплина                                | Дата       | Золото                                                            | Серебро                                                                    | Бронза                                                                   |
| Спринт 10 км см. подробнее                | 14 февраля | Свен Фишер Германия                                               | Халвар Ханеволд Норвегия                                                   | Фруде Андресен Норвегия                                                  |
| Гонка преследования 12,5 км см. подробнее | 18 февраля | Венсан Дефран Франция                                             | Уле-Эйнар Бьёрндален Норвегия                                              | Свен Фишер Германия                                                      |
| Индивидуальная гонка 20 км см. подробнее  | 11 февраля | Михаэль Грайс Германия                                            | Уле-Эйнар Бьёрндален Норвегия                                              | Халвар Ханеволд Норвегия                                                 |
| Масс-старт 15 км см. подробнее            | 25 февраля | Михаэль Грайс Германия                                            | Томаш Сикора Польша                                                        | Уле-Эйнар Бьёрндален Норвегия                                            |
| Эстафета 4×7,5 км см. подробнее           | 21 февраля | Германия · Рикко Гросс · Михаэль Рёш · Свен Фишер · Михаэль Грайс | Россия · Иван Черезов · Сергей Чепиков · Павел Ростовцев · Николай Круглов | Франция · Жюльен Робер · Венсан Дефран · Ферреоль Каннар · Рафаэль Пуаре |

#### Женщины
| Дисциплина                               | Дата       | Золото                                                                                | Серебро                                                                    | Бронза                                                                            |
| Спринт 7,5 км см. подробнее              | 16 февраля | Флоранс Баверель-Робер Франция                                                        | Анна Карин Улофссон Швеция                                                 | Лилия Ефремова Украина                                                            |
| Гонка преследования 10 км см. подробнее  | 18 февраля | Кати Вильхельм Германия                                                               | Мартина Глагов Германия                                                    | Альбина Ахатова Россия                                                            |
| Индивидуальная гонка 15 км см. подробнее | 13 февраля | Светлана Ишмуратова Россия                                                            | Мартина Глагов Германия                                                    | Альбина Ахатова Россия                                                            |
| Масс-старт 12,5 км см. подробнее         | 25 февраля | Анна Карин Улофссон Швеция                                                            | Кати Вильхельм Германия                                                    | Уши Дизль Германия                                                                |
| Эстафета 4×6 км см. подробнее            | 23 февраля | Россия · Анна Богалий-Титовец · Светлана Ишмуратова · Ольга Зайцева · Альбина Ахатова | Германия · Мартина Глагов · Андреа Хенкель · Катрин Апель · Кати Вильхельм | Франция · Дельфина Перетто · Флоранс Баверель-Робер · Сильви Бекар · Сандрин Байи |